# Delfim Moreira (Leichtathlet)
Delfim Moreira (Delfim José Teixeira Moreira; * 11. Dezember 1955) ist ein ehemaliger portugiesischer Marathonläufer.
1981 stellte er als Zweiter des Rio-de-Janeiro-Marathons mit 2:14:27 einen nationalen Rekord auf, den er als Gewinner des Frankfurt-Marathons 1982 auf 2:12:54 verbesserte. Im gleichen Jahr siegte er in Rio de Janeiro.
Bei den Leichtathletik-Weltmeisterschaften 1983 in Helsinki belegte er den 33. Platz, bei den Olympischen Spielen 1984 erreichte er nicht das Ziel. Seine Bestzeit stellte er 1986 mit 2:12:39 als Vierter des Berlin-Marathons auf.
Delfim Moreira ist 1,77 m und wog zu Wettkampfzeiten 65 kg.